# Polypodium bonii
Polypodium bonii là một loài thực vật có mạch trong họ Polypodiaceae. Loài này được (Ching) H. Christ miêu tả khoa học đầu tiên năm 1934.